# Clément Turpin
Clément Turpin (Oulins, 16 de maio de 1982) é um árbitro de futebol francês que faz parte do quadro da Federação Internacional de Futebol (FIFA) desde 2010.

## Carreira
Clément Turpin foi árbitro da Eurocopa de 2016, dos Jogos Olímpicos RIO 2016 e da Liga das Nações da UEFA 2018/19
No dia 10 de maio de 2022, a UEFA escalou Clément Turpin para a final da Liga dos Campeões da UEFA de 2021–22 no Stade de France
no dia 28 de maio.